# Sarah Leith
Sarah Leith är en amerikansk kanotslalomåkare som tävlade internationellt under slutet av 1990-talet. Hon vann en silvermedalj i K-1 vid kanotslalom-VM 1999 i La Seu d'Urgell, Spanien. Med i silverlaget var också Rebecca Giddens och Mary Marshall Seaver.